# San Luis (Agusan do Sul)
San Luis é um município de  primeira classe de renda municipal (d) na província Agusan do Sul, nas Filipinas. De acordo com o censo de 1 de maio  de  2020 possui uma população de 35 196 pessoas e 7 836 domicílios.